# Batalha de Modon (1403)
A Batalha de Modon foi travada em 7 de outubro de 1403 entre as frotas da República de Veneza e da República de Gênova, então sob controle francês, comandadas pelo marechal francês Jean Le Maingre, mais conhecido como Boucicaut. Um dos últimos confrontos nas guerras veneziano-genovesas, a batalha terminou com uma vitória decisiva veneziana.

## Antecedentes
As tensões entre a República de Veneza e seu antigo rival, a República de Gênova  aumentaram novamente em 1402, quando surgiram relatos de piratas genoveses atacando navios mercantes venezianos. Os venezianos autorizaram o capitão-general do Mar, Carlo Zeno, a mobilizar a frota e tomar medidas para combater a pirataria genovesa.
Em abril de 1403, uma frota genovesa de nove galeras, sete cocas, uma galé e um transporte de cavalos, partiu de Gênova sob o comando do marechal francês Jean Le Maingre (também conhecido como Boucicaut), e partiu para Chipre, para fortalecer a influência genovesa lá. No caminho, a frota passou pelo posto avançado veneziano de Modon, no sudoeste da Grécia, mas nenhuma hostilidade ocorreu, e Boucicaut liderou sua frota para Chipre. Depois de cumprir sua missão lá, o comandante francês, um "fervoroso cruzado", lançou ataques a cidades muçulmanas na costa do Levante. Em setembro, Boucicaut, à frente de onze galeras e duas cocas, partiu para a viagem de volta.

## Batalha
A frota genovesa chegou a Modon em 4 de outubro, apenas para encontrar uma frota veneziana de galeras e duas cocas esperando por eles. Antecipando uma batalha, Zenão moveu seus navios para a baía, enquanto os genoveses ancoravam na ilha de Sapienza. No início da manhã de 7 de outubro, os genoveses começaram a navegar para o norte, mas foram perseguidos pelos venezianos. A batalha que se seguiu foi dura, principalmente entre as capitânias das duas frotas opostas, que se aproximaram e se envolveram em combate corpo a corpo. A batalha foi decidida pela cocas veneziana Pisana, que capturou três galeras genovesas, levando Boucicaut a se separar e recuar. Os genoveses tiveram 600 baixas e mais 300 como prisioneiros de guerra a bordo dos três navios capturados, enquanto os venezianos sofreram apenas 153 feridos.

## Consequências
A instabilidade interna de Gênova fez com que este fosse o último grande desafio oferecido pelos genoveses à hegemonia marítima veneziana e seu domínio das rotas comerciais orientais. Este último logo seria abalado, porém, pela ascensão inexorável do Império Otomano.